# Karim Haggui
Karim Haggui - em árabe, كريم حقي - (Kasserine, 20 de janeiro de 1984) é um futebolista tunisiano que atualmente joga pelo FC St. Gallen.

## Carreira
Karim Haggui representou a Seleção Tunisiana de Futebol nas Olimpíadas de 2004. Disputou a Copa do Mundo de 2006 por seu país.